# Alex Martins Ferreira
Alex Martins Ferreira (født 8. juli 1993) er en brasiliansk fodboldspiller, som spiller for den japanske fodboldklub Tochigi SC.